# Empoasca petiolaridis
Empoasca petiolaridis är en insektsart som beskrevs av Ross 1963. Empoasca petiolaridis ingår i släktet Empoasca och familjen dvärgstritar. Inga underarter finns listade i Catalogue of Life.